# NYX
NYX é uma série de histórias em quadrinhos, situadas no Universo Marvel, publicada pela Marvel Comics. Foi publicada nos E.U.A em 7 edições (de Novembro de 2003 a Outubro de 2005). No Brasil, foi publicada pela Panini Comics em uma edição especial, em Novembro de 2006. Teve roteiro de Joe Quesada e arte de Joshua Middleton (partes 1 a 4) e Robert Teranishi (partes 5 a 7).

## Perfil
A série, de temática adulta (sua leitura foi classificada no Brasil como "Desaconselhável Para Menores de 16 Anos"), mostra a rotina e o surgimento dos poderes de vários mutantes, pertencentes à classe pobre de Nova York. Esses jovens, que já possuíam vidas problemáticas (problemas familiares, desajuste social, falta de dinheiro), viram sua frágil estabilidade e rotina desabarem, quando seus poderes mutantes afloraram, tendo que fugir de casa e sobreviver nas ruas, sem nenhuma orientação ou apoio. A série assim como mostrada por Goulart (2018) mostra as dificuldades que passam os adolescentes com as suas mudanças, ainda pode fazer um paralelo com o mundo real, relacionando acontecimentos nas vida ficcionais das personagens com as vidas urbanas contemporâneas de muitos adolescentes.

## Principais Personagens
- Kiden Nixon: jovem de 16 anos moradora da Cidade Alfabeto, em Nova York, cuja família entra em colapso quando seu pai, que era policial, é assassinado. Crescendo em uma família instável, com dois irmãos mais novos hiperativos, um irmão mais velho que se torna traficante de drogas e uma mãe desestabilizada mentalmente, Kiden vê nas drogas e nas festas a fuga de seu mundo. Porém, quando entra em conflito com uma das gangs de sua escola, seus poderes mutantes de "desaceleração do tempo" (ela é capaz de se mover tão rápido que vê as ações dos outros como se ocorressem em câmera lenta) se ativam.
- Cameron Palmer: uma idealista professora e coordenadora de um violento colégio da cidade alfabeto. É uma das poucas a apoiar e incentivar Kiden Nixon durante sua pré-adolescência.
- X-23: em sua primeira aparição nos quadrinhos, a personagem nada lembra sobre seu passado, sendo explorada por um cafetão do Distrito Flatiron como prostituta "dominatrix", utilizando suas garras em clientes masoquistas.
- Papai Zebra: violento e perigoso cafetão de Nova York. Se considera o dono de X-23, além de várias outras meninas.
- Catiana (Tatiana Caban): uma negra do Bronx que, apesar de sua condição social pobre, encara a vida com otimismo. Ignorada pela mãe, uma mulher promíscua e vulgar, ela oferece sua grande afeição a animais de rua, cuidando de gatos, cachorros e pássaros. Posteriormente desenvolve o poder de, sempre que entra em contato com sangue animal, se metamorfosear em uma criatura humanóide com as principais habilidades do animal em questão.
- Felon (Bobby Soul): um mutante com a habilidade de projetar sua forma astral e tomar o controle do corpo de ouras pessoas. Porém,por não controlar perfeitamente seu poder, tem problemas de memória após cada possessão. Atua, relutantemente, como empregado freelancer do Papai Zebra, pois assim consegue dinheiro para cuidar de seu irmão com paralisia cerebral.

## Enredo
A série começa mostrando a rotina de Kiden Nixon, que é seriamente abalada quando ela entra em conflito com uma das gangs de seu colégio, lideradas por Hector. Quando o delinquente entra com uma arma na escola tencionando se vingar, Kiden consegue se desviar do tiro direcionado para si (ao utilizar instintivamente seus poderes mutantes), mas a bala acaba atingindo a coordenadora do colégio, a idealista Cameron Palmer. Assustada e sentindo-se culpada, a jovem foge, vivendo nas ruas por meses. Ela ressurge no apartamento de sua ex-professora, impedindo-a de cometer suicídio.
Enquanto ela e Cameron tentam se entender, outra faceta do poder de Kiden é revelada: uma leve habilidade mediúnica, que aparece para a jovem como a visão de seu pai ensanguentado, que a pede para ir para o Hotel Brasil (foi essa mesma visão que fez Kiden procurar Cameron e salvar sua vida). Quando as duas chegam lá, deparam-se com uma jovem prostituta, se auto-flagelando com garras que saíam de suas mãos, enquanto um cliente jazia morto aos pés da cama. Cameron então leva a jovem para o seu apartamento antes que a polícia chegue. Quando as três estão em segurança, descobre-se que a jovem se chama X-23 e seu cliente havia se suicidado, por não suportar a culpa de trair sua família para satisfazer suas fantasias.
Porém, durante o "resgate" de X-23, as três mulheres foram avistadas por outra das prostitutas de Papai Zebra (o cafetão de X-23), que as segue e informa ao violento marginal sobre a fuga de "uma de suas meninas". Este então manda um esquadrão de assassínio para o apartamento de Cameron mas, graças aos dos sprecognitivos de Kiden, as três conseguem escapar. Enquanto se escondiam nas ruas, Kiden novamente tem uma visão, que as leva a salvar a jovem Tatiana de um linchamento, logo após sua primeira transformação (ocorrida durante uma de suas aulas na escola).
O quarteto então passa a viver e se esconder nas ruas, sem saber que Papai Zebra contratou o mutante Felon para procurá-las. Utilizando seu poder mutante, Felon descobre como localizá-las e, após passar a informação para Papai Zebra, ele volta para sua casa, onde ignora o assassinato que o cafetão pretende realizar. Porém, ao chegar em casa, ele vê, pela primeira vez, a visão do pai de Kiden, que "abre seus olhos" e o conclama a ir salvar as jovens. Felon chega no exato momento em que as garotas estão sendo atacadas por dois grupos de extermínio, liderados pelo Papai Zebra. Após intenso combate, os assassinos são eliminados e X-23 assassina o cafetão. Vendo que as jovens estavam desamparadas e perdidas, Felon as convida para morar na Cidade Mutante, junto com ele e seu irmão. Finalizando a série, descobre-se que as visões precognitivas eram na verdade resultados dos poderes mutantes do jovem irmão de Felon.
1. ↑  GOULART, Fábio Ortiz (2018). «Entre a adolescência e o Gene X: normalidade e anormalidade em Nyx (2003-2005)». Revista Mais que Amélias. Consultado em 16 de abril de 2018